# Karl Graf
Karl Friedrich Max Graf (Passau, 8 november 1883 - Ingolstadt, 16 juli 1948) was een Duitse officier en Generalleutnant tijdens de Tweede Wereldoorlog. Hij voerde het commando over verschillende divisies zoals de 277e Infanteriedivisie, Division Nr. 157, Division Nr. 467 en 330e Infanteriedivisie.

## Leven
Op 8 november 1883 werd Karl Graf in Passau geboren. Na zijn schoolgang, meldde Graf zich op 15 juli 1902 als Fahnenjunker (aspirant-officier) aan bij het Königlich Bayerische 15. Infanterie-Regiment "König Friedrich August von Sachsen"; deze eenheid was een onderdeel van het Beiers leger. Van 1 oktober 1911 tot 30 september 1913 was Graf gedetacheerd naar de staf van zijn regiment. In de staf werd hij op 7 maart 1912 bevorderd tot Oberleutnant (eerste luitenant). Tegelijk was hij tijdelijk bataljonsadjudant in zijn regiment. Van 1 oktober 1913 tot 15 maart 1914 werd Graf naar de Beierse militaire academie gecommandeerd. 

### Eerste Wereldoorlog
Met het uitbreken van de Eerste Wereldoorlog keerde Graf terug naar zijn regiment, en werd op 4 augustus 1914 benoemd tot compagniecommandant. Hij werd met zijn regiment aan het westfront ingezet. Hij raakte daar op 5 september 1914 zwaargewond en werd naar een militair hospitaal gebracht. Zijn genezing duurde tot 20 maart 1915. Na zijn terugkeer, werd Graf op 20 maart 1915 als pelotonscommandant ingezet in het MG-Ersatz-Kompanie 3 in München. Vanaf 25 maart 1915 diende Graf als adjudant in de staf van de officieren van de MG-troepen in het Alpenkorps, en werd daar op 9 augustus 1915 bevorderd tot Hauptmann (kapitein). Hierna volgde zijn benoeming tot leider van het Duitse Berg-MG-afdeling in het 5e Bulgaars leger, en vanaf 26 april 1916 als adjudant van de stafofficier van de MG-troepen van het 11e Leger. Hierna werd Graf vanaf 6 juli 1916 ingezet als ordonnansofficier in de Generale Staf van het 11e Leger, en daaropvolgend als 2e Generale Stafofficier in de Generale Staf van het 11e Leger. Op 12 augustus 1916 werkte Graf als verbindingsofficier van het Armeeoberkommando (AOK) in de 2e brigade bij de 2e Bulgaarse divisie. Reeds vanaf 24 oktober 1916 werd hij dan als Generale Stafofficier bij het 1e Bulgaars leger ingezet, waarna op 1 januari 1917 geplaatst werd in de staf van de 4e Beierse Infanteriedivisie. Vanaf 25 mei 1918 was Graf als hulp-referent in het Beierse ministerie van Oorlog werkzaam.
Op 19 juni 1919 trouwde Graf met Tilly Schamberg. Het is niet bekend of het echtpaar ook kinderen gekregen heeft. 

### Interbellum
Op 17 oktober 1919 werd Graf in de voorlopige Reichswehr opgenomen, en tot MG-officier in het Schützen-Brigade 21 benoemd. Hierna werd hij als instructeur aan de artillerieschool in Jüterbog, en vanaf 1 november 1921 als chef van de 4e compagnie in het 20e Infanterieregiment ingezet. Als MG-officier werd hij overgeplaatst in de staf van het 20e Infanterieregiment, en hierop volgde zijn overplaatsing naar de Generale Staf van de Infanterieführers VII. Tijdens Grafs tijd bij de Infanterieführers VII werd hij bevorderd tot Major (majoor). Gelijktijdig werd hij overgeplaatst naar het bureau van een plaatscommandant in Wilhelmshaven, en naar de artillerieschool gecommandeerd, waar hij als instructeur werkte. Op 1 oktober 1928 werd Graf naar de staf van het 3e bataljon van het 21e Infanterieregiment overgeplaatst. Hij werd op 1 januari 1929 benoemd tot commandant over dit regiment. Behorend bij dit commando volgde ook zijn bevordering tot Oberstleutnant (luitenant-kolonel), waarna hij naar de staf van het 19e Infanterieregiment werd overgeplaatst. Op 1 maart 1933 werd hij tot commandant van dit regiment benoemd. Na zijn tijd als commandant van het 19e Infanterieregiment, werd Graf op 1 april 1934 bevorderd tot Oberst (kolonel). Als Oberst werd hij als Inspekteur der Wehr-Ersatz-Inspektion Weimar ingezet, waar Graf op 1 maart 1936 bevorderd werd tot Generalmajor (Brigadegeneraal). Tussen 1 mei en 30 juni 1938 was hij officier z.b.V. (speciaal gebruik) in het OKH. Tussen 1 mei en 30 juni 1938 was hij officier z.b.V. (voor speciaal gebruik) in het Oberkommando des Heeres (OKH). Op 30 juni 1938 werd Graf hem het Charakter als Generalleutnant (Eretitel van een generaal-majoor) verleend toen hij de militaire dienst verliet.

### Tweede Wereldoorlog
Op 15 september 1939 werd Graf weer onder de wapenen geroepen, en tot commandant benoemd van de Ersatztruppen (vrije vertaling: Reservetroepen) in Wehrkreis VII. Vanaf 9 november 1939 voerde hij het commando over de Division Nr. 157. Hierna kreeg Graf de 277e Infanteriedivisie onder zijn bevel. Op 22 juli 1940 kreeg hij weer het commando over de Division Nr. 157. En van 17 december 1941 tot 20 januari 1942 was Graf commandant van de 330e Infanteriedivisie, om op 20 januari 1942 het commando over de Division Nr. 157 weer te krijgen. Aansluitend werd hij commandant van de Division Nr. 467. Op 2 november 1943 werd Graf in het Führerreserve van het Wehrkreis VII geplaatst, hierna kreeg hij geen commando meer. Op 20 september 1944 ging Graf met pensioen.

## Na de oorlog
Over het verdere verloop van zijn leven is niets bekend. Op 16 juli 1948 stierf Graf in Ingolstadt.

## Militaire carrière
- Generalleutnant z.V.: 1 februari 1941[2][1][10]
- Charakter als Generalleutnant: 1 maart 1938[1][10] - 30 juni 1938[2]
- Generalmajor: 1 maart 1936[2][1][10]
- Oberst: 1 april 1933[1] - 1 april 1934[2]
- Oberstleutnant: 1 november 1930[2][1]
- Major: 1 februari 1926[2][1][11]
- Hauptmann: 9 augustus 1915[2][1]
- Oberleutnant: 7 maart 1912[2][1]
- Leutnant: 9 maart 1904[2][1]
- Fähnrich: 29 januari 1903[2][1]
- Fahnenjunker (aspirant-officier): 15 juli 1902[2][1]

- Opmerking: de rang van Generalmajor is vergelijkbaar met die van een hedendaagse Brigadegeneraal (OF-6). Het Duitse leger kende tijdens de Tweede Wereldoorlog geen rang van een Brigadegeneraal, waardoor de eerste generaalsrang een Generalmajor was. Het naoorlogse Duitse leger kent overigens wel volgens de NAVO schaal een Brigadegeneraal als eerste generaalsrang.

## Onderscheidingen
- IJzeren Kruis 1914, 1e Klasse[1] en 2e Klasse[1]
- Prinzregent Luitpold-Medaille[1]
- Ridder der Tweede Klasse Albrechtsorde[1][11]
- Orde van Militaire Verdienste (Beieren), 4e Klasse met Zwaarden met Kroon[1][11]
- Kruis voor Militaire Verdienste (Oostenrijk-Hongarije), 3e Klasse[11] met Oorlogsdecoratie[1]
- Militaire Orde voor Dapperheid in de Oorlog (Koninkrijk Bulgarije), 4e Klasse, 2e Graad[1][11]
- Gewondeninsigne 1918 in zwart[1]
- Erekruis voor Frontstrijders in de Wereldoorlog[1]
- Dienstonderscheiding van Leger en Marine, 4e tot 2e Klasse (25 dienstjaren)